# Киличбай
41°58′53″ пн. ш. 60°02′20″ сх. д. / 41.98139° пн. ш. 60.03889° сх. д.
Киличбай (узб. Қиличбой, Qilichboy) — міське селище в Узбекистані, в Амудар'їнському районі Каракалпакстану.
Статус міського селища з 2009 року.